# Ataxia spinipennis
Ataxia spinipennis är en skalbaggsart som beskrevs av Louis Alexandre Auguste Chevrolat 1862. Ataxia spinipennis ingår i släktet Ataxia och familjen långhorningar.
Artens utbredningsområde är Kuba. Inga underarter finns listade.